# یوروآتلانتیک ایرویز
یوروآتلانتیک ایرویز (به انگلیسی: EuroAtlantic Airways) یک شرکت هواپیمایی با کد یاتا YU است که در تاریخ ۲۵ اوت ۱۹۹۳ میلادی تأسیس شده است. دفتر مرکزی یوروآتلانتیک ایرویز در سینترا، پرتغال واقع شده‌است و قطب این شرکت هواپیمایی در فرودگاه لیسبون پورتلا قرار دارد و به ۲ مقصد، پرواز انجام می‌دهد.